# Сиговка (река, Сахалин)
Сиговка — река в России на острове Сахалин. Расположена в Анивском районе Сахалинской области. Код в Государственном водном реестре — 20050000212199000001230.
Берёт начало на восточном склоне горы Угрюмой (262,4 м). Протекает через лесной массив и выходит на прибрежную заболоченную равнину, испещрённую мелиоративными каналами. Вблизи устья через реку перекинут автомобильный мост. Впадает в залив Анива южнее поселения Малиновка.
В 2017 году подверглась серьёзному антропогенному загрязнению: в реке обнаружены «сальмонеллы, энтерококки, общие колиформные бактерии в количестве 70 000 КОЕ на 100 мл, при норме не более 100 КОЕ на 100 мл».